# Бонд, Кит
Кристофер «Кит» Сэмюэл Бонд (англ. Christopher Samuel «Kit» Bond; 6 марта 1939, Сент-Луис — 13 мая 2025, там же) — американский политик, член республиканской партии, сенатор США от штата Миссури в 1987—2011 годах, 47-й и 49-й губернатор штата Миссури.

## Биография

### Ранняя жизнь, образование и карьера
Кит Бонд родился в Сент-Луисе, штат Миссури, в семье Элизабет (урожденной Грин) и Артура Бонда. Его отец был в 1924 году капитаном футбольной команды Missouri Tigers и получил стипендию Родса. Его дед по материнской линии, А. П. Грин, основал компанию A.P. Green Industries, которая производила огнеупорные глины и на протяжении многих лет была крупнейшим работодателем в городе Мехико, Миссури.
В 1956 году Бонд окончил Дирфилдскую академию, в 1960 году — Принстонский университет и в 1963 году — юридическую школу Виргинского университета. С 1963 по 1964 год Бонд работал судебным клерком в Honorable Elbert Tuttle, а затем старшим судьёй в Апелляционном суде пятого округа в Атланте, штат Джорджия. В 1964—1967 годах он занимался юридической практикой в фирме Covington & Burling в Вашингтоне.

### Политическая карьера
В 1969 году генеральный прокурор штата Миссури Джон Дэнфорт назначил Бонда своим заместителем, а в 1970 году 31-летний Бонд был избран ревизором штата Миссури.
В 1972 году Бонд победил на выборах губернатора штата, набрав 55 % голосов. Он стал самым молодым в истории губернатором штата Миссури (33 года) и первым губернатором-республиканцем за последние 28 лет. В 1976 году Бонд с небольшим отставанием проиграл очередные выборы демократу Джозеф Тисдейл, прокурору округа Джексон, однако в 1980 году вернулся на должность губернатора, выиграв праймериз у действующего вице-губернатора Билла Фелпса и всеобщие выборы у Джозефа Тисдейла.
После того, как сенатор Томас Иглтон решил не баллотироваться на следующий срок, Бонд был избран сенатором в 1986 году, победив на выборах вице-губернатора Гарриет Вудс (53 % и 47 % голосов соответственно). 8 января 2009 года Бонд объявил, что не будет переизбираться на пятый срок в Сенат США в ноябре 2010 года.
После его ухода из Сената Бонд стал партнёром в юридической фирме Thompson Coburn. В ноябре 2011 года Бонд открыл собственную фирму Kit Bond Strategies.

### Личная жизнь
В 1994 году первая жена Бонда, Кэролин, подала на развод, и в следующем году их развели. В 2002 году он женился на Линде Пелл. Она выросла в Канзас-Сити и работает консультантом Национального республиканского сенаторского комитета.
Сын Кита Бонда, Сэм, — офицер морской пехоты США, осенью 2007 года вернулся из второй командировки в Ирак.
В 2009 году Бонд в соавторстве с Льюисом Саймонсом издал книгу The Next Front: Southeast Asia and the Road to Global Peace with Islam («Следующий фронт: Юго-Восточная Азия и путь к глобальному миру с исламом»).
У Бонда было ухудшенное зрение одного глаза, которое он приписывал недиагностированной в детстве амблиопии.
Умер 13 мая 2025 года в Сент-Луисе в возрасте 86 лет.